# تيم كروز
تيم كروز (بالإنجليزية: Tim Cruz)‏ هو مغني أمريكي، ولد في 2 يناير 1979.